# Mascali

Localització de Mascali dins de Catània

Mascali (sicilià Màscali) és un municipi italià, situat a la regió de Sicília i a la ciutat metropolitana de Catània. L'any 2007 tenia 12.498 habitants. Limita amb Fiumefreddo di Sicilia, Giarre, Piedimonte Etneo, Riposto i Sant'Alfio.

## Història
Tot i els seus orígens antics, ja no queda res de la vella ciutat després de ser completament destruïda per una erupció volcànica de l'Etna el 1928.
Des del segle xvi la ciutat va ser seu d'un comtat, els amos del qual eren els bisbes de Catània. Al seu territori hi varen néixer i s'hi desenvoluparen nous i importants centres urbans com Giarre i Riposto.

## Administració
| Període | Identitat        | Partit        |
| ------- | ---------------- | ------------- |
| 2008-   | Filippo Monforte | Llista cívica |